# Canale di Cannaregio
Il canale di Cannaregio (in dialetto veneziano canal de Canarégio) è una delle vie d'acqua più importanti di Venezia. Esso collega il Canal Grande con  la laguna nord arreaversando l'area occidentale del sestiere di Cannaregio, tra le fondamenta di San Giobbe e le fondamenta di Cannaregio,
Il canale è largo da un minimo di 22 metri presso il Ponte delle Guglie, a un massimo di 27 metri presso il Campus dell'Università Ca' Foscari Venezia ed è lungo quasi 800 metri.
Per le dimensioni superiori a quelle dei normali rii interni al centro storico, il canale consente l'attraversamento, oltre che alle piccole imbarcazioni, anche ai battelli dell'ACTV.

## Architetture

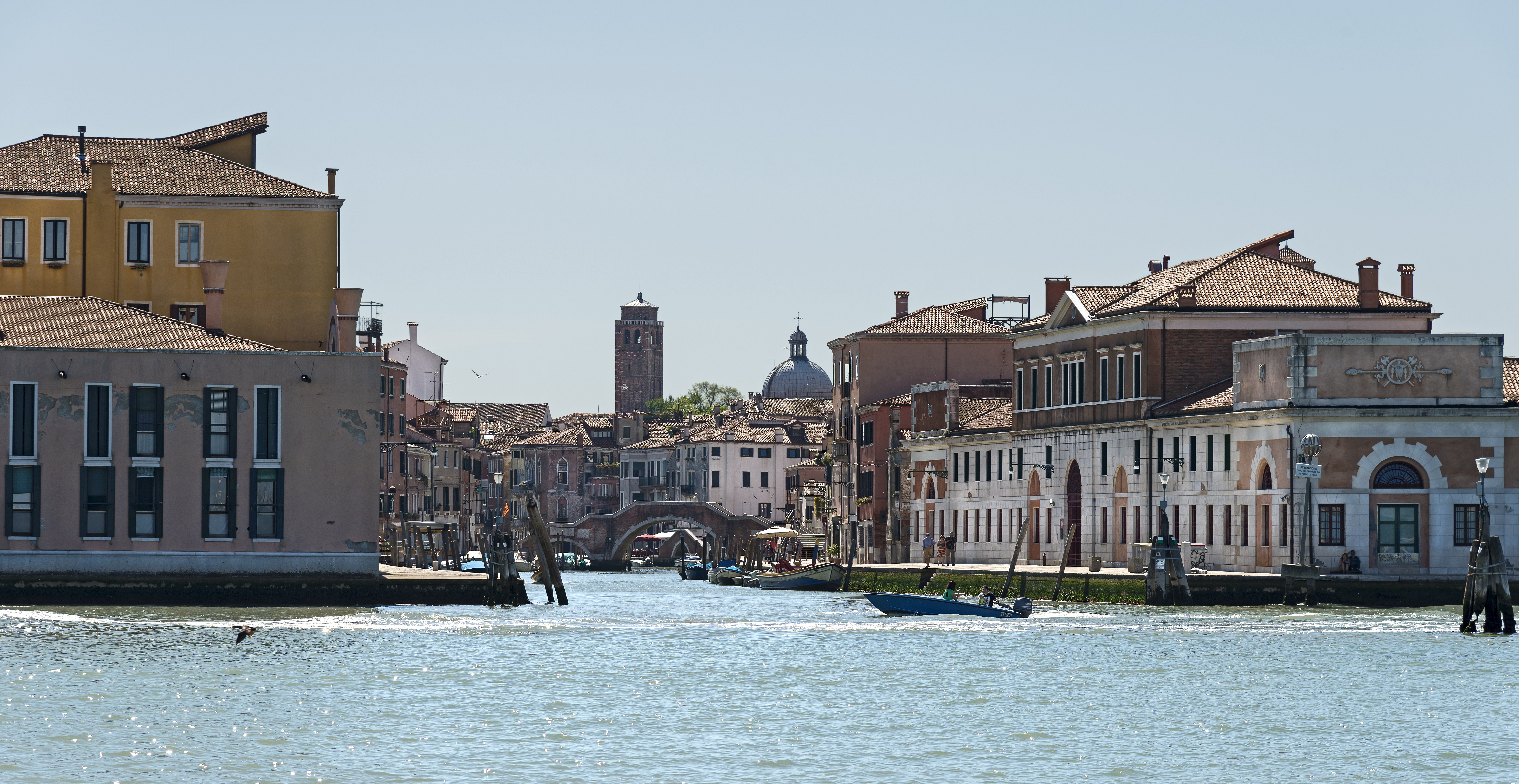
L'imbocco in laguna

Importanti sono i due ponti che attraversano il canale, tra i più caratteristici e grandi della città: il ponte delle Guglie, risalente al XVI secolo, è l'unico adornato da pinnacoli, e il ponte dei Tre Archi, unico esempio ancora esistente in Venezia di ponte a più arcate.
Una statua rappresentante San Giovanni Nepomuceno, opera del Morlaiter, è posta sulla riva ovest del canale di Cannaregio all'imbocco dal Canal Grande.
Le due fondamente che si allungano ai lati del canale mostrano molte facciate di valore architettonico: su tutte, Palazzo Labia, posto vicino all'intersezione con il Canal Grande; ma degni di nota sono anche Palazzo Priuli Venier Manfrin, Palazzo Savorgnan, Palazzo Bonfadini Vivante, Palazzo Testa, Palazzo Surian Bellotto.
Oltre ai palazzi, vanno citate le chiese che si ergono lungo il canale: Santa Maria dei Penitenti e il suo complesso conventuale, San Giobbe (che al canale rivolge il lato sinistro) e San Geremia (con una delle sue due facciate).

## Itinerario
| Lato sud ovest                                                            | Lato nord est                         |
| ------------------------------------------------------------------------- | ------------------------------------- |
| Canale Colombola                                                          | Canale delle Sacche                   |
| Campus San Giobbe dell'Università Ca' Foscari                             | Chiesa di Santa Maria delle Penitenti |
|                                                                           | Palazzo Roma                          |
|                                                                           | Pontile Tre Archi                     |
| Rio di San Giobbe                                                         |                                       |
|                                                                           | Palazzo Surian Bellotto               |
| Ponte dei Tre Archi                                                       |                                       |
| Chiesa di San Giobbe                                                      |                                       |
| Pontile Crea                                                              |                                       |
| Rio della Crea                                                            |                                       |
| Palazzetti Cendon                                                         |                                       |
| Palazzo Testa                                                             | Palazzo Coletti                       |
| Palazzo Bonfadini Vivante                                                 |                                       |
|                                                                           | Pontile Guglie                        |
| Palazzo Savorgnan (Istituto tecnico per il turismo "Francesco Algarotti") | Palazzo Nani                          |
| Palazzo Venier-Manfrin                                                    |                                       |
| Palazzo Zatta                                                             | Ca' da Pozzo                          |
| Ponte delle Guglie                                                        |                                       |
|                                                                           | Palazzo Marconi                       |
| Palazzo Labia                                                             | Palazzo da Mosto                      |
| Chiesa di San Geremia                                                     | Palazzo Emo                           |
| Canal Grande                                                              |                                       |